# Brown (Mondkrater)
Brown ist ein Einschlagkrater im Südwesten der Mondvorderseite, südwestlich des Kraters Tycho und südöstlich von Wilhelm.
Der stark erodierte Krater wird in seinem südöstlichen Teil von dem fast gleich großen Nebenkrater Brown E überlagert.
Brown hat acht Nebenkrater:
| Buchstabe | Position           | Durchmesser | Link |
| --------- | ------------------ | ----------- | ---- |
| A         | 48,15° S, 17,54° W | 16 km       |      |
| B         | 44,72° S, 16,26° W | 12 km       |      |
| C         | 47,58° S, 17,09° W | 12 km       |      |
| D         | 46,08° S, 16,37° W | 20 km       |      |
| E         | 46,86° S, 17,73° W | 23 km       |      |
| F         | 46,92° S, 18,57° W | 6 km        |      |
| G         | 45,51° S, 17° W    | 5 km        |      |
| K         | 46,7° S, 15,89° W  | 15 km       |      |

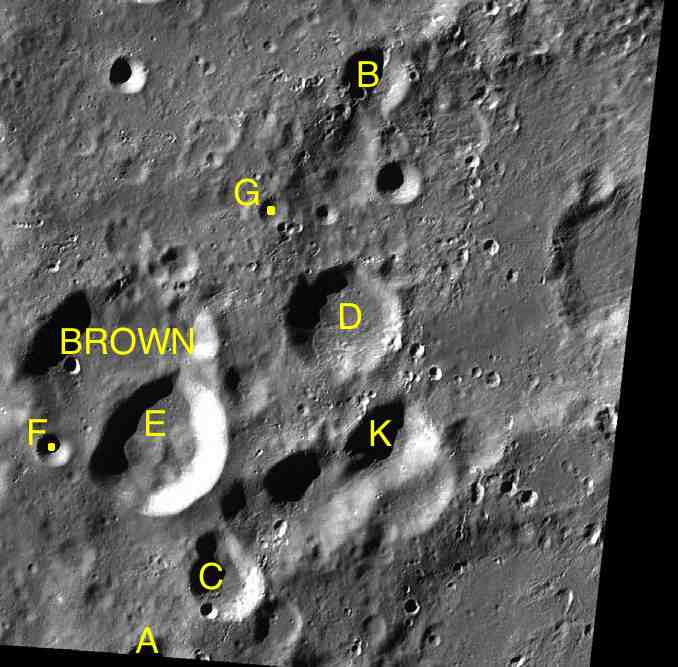
Brown mit seinen Nebenkratern

Der Krater wurde 1935 von der IAU nach dem britischen Astronomen und Mathematiker Ernest William Brown offiziell benannt.

## Hinweis
Es gibt auch einen Mondkrater D. Brown auf der erdabgewandten Südhalbkugel, der nach dem US-amerikanischen Astronauten David McDowell Brown benannt ist. Hier könnte eine Verwechselungsgefahr mit dem Nebenkrater Brown D bestehen.